# Typografie

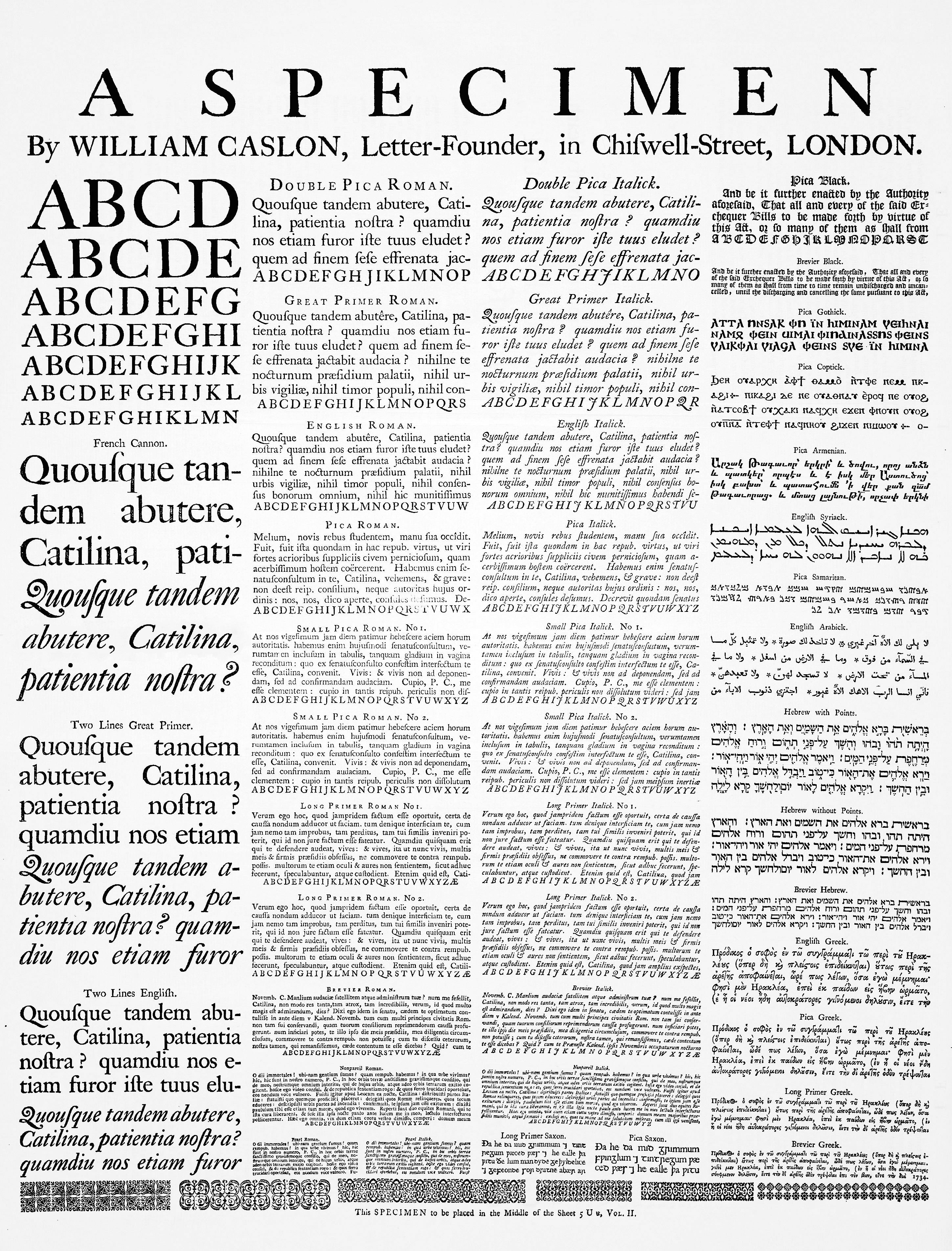
Vzorník písem (William Caslon, Cyclopaedia, 1728)

Typografie je umělecko-technický obor, který se zabývá tiskovým písmem. Dělí se na mikrotypografii a makrotypografii. Mikrotypografie se zabývá uměleckou tvorbou písma. Makrotypografie se zabývá umístěním písma na stránku, proporcemi titulků, textů a ilustrací, v češtině se tradičně nazývá grafická úprava.

## Dějiny typografie
Dějiny typografie ve vlastním slova smyslu začínají na přelomu středověku a novověku kolem poloviny 15. století. Nejčastěji se za vynálezce označuje Johannes Gutenberg, který v Mohuči v roce 1448 uvedl do provozu knihtisk z dřevěných matric. V tomto období experimentovali s tiskem také další umělci, například v Avignonu, Benátkách nebo v Toskánsku. Během velmi krátkého období nástupu novověku na konci 15. století a v prvních dvou desetiletích století šestnáctého došlo ke vzniku dvou základních forem latinského písma, a to písma humanistického a novogotického. V českých zemích se etablovaly knihtiskárny velmi časně, nejprve roku 1468 tiskem Trojánské kroniky v Plzni a v dalším desetiletí v Praze.
Novogotické písmo bylo odvozeno ze středověkého gotického písma. Od 16. století se v německých písemnostech konstituovaly tři základní druhy novogotického písma: kreslené novogotické písmo neboli fraktura (Frakturschrift; resp. ranější kurzíva fraktury švabach), zběžnější novogotické polokurzívní písmo neboli kanzlei (Kanzleischrift) a novogotické kurzívní písmo neboli kurent (Kurrentschrift), který vyhovoval potřebě rychlého psaní a čitelnosti a stal se druhem základním. V českých písemnostech používání novogotického písma přetrvalo přibližně do poloviny 19. století, v německy psaných až do roku 1941, kdy bylo úředně zavedeno humanistické písmo.
V době zrodu humanistického písma považovali humanisté psaní antických děl novogotickým písmem za barbarství. V roce 1465 Konrad Sweynheim a Arnold Pannartz vydali Ciceronův spis De oratore antikvou (Antiqua, anglicky Roman). Tím začíná v typografii renesance (anglicky Old Style), která vydržela až do počátku 18. století.
Antikva nebyla původně používána pro církevní a právnická díla, ale rozšířila se všude kromě Německa. Od roku 1501 Aldus Manutius produkoval masové a laciné edice knih v kurzívě. Jeho produkce byla čtyřikrát větší, než bylo obvyklé, čímž skončilo období prvotisků. Kolem roku 1540 ustalo období experimentů s písmy a kolem roku 1550 přestala být kurzíva standardním písmem a začala mít pouze vyznačovací funkci.
Novým obdobím zásadního rozvoje typografie bylo baroko (anglicky Transitional, 1722–1763), de facto tedy rokoko. Vyznačuje se v písmu větším kontrastem mezi širokými dříky písmen a úzkými liniemi a důsledným oddělováním titulků, odstavců a sloupců textu od marginálií s využitím grafických odrážek a ornamentálních dekorací. Po baroku následoval klasicismus (anglicky modern types, 1788–1820), který pod vlivem objemných tisků encyklopedií ještě zvýšil technický charakter písma a kontrast mezi tenkými a tlustými liniemi. Písmo je užší a sklon přímější. Pak započal úpadek (1820–1888), zapříčiněný překotným vývojem průmyslové výroby a novinové produkce.
Obnova estetické kvality typografie započala na přelomu 80. a 90. let 19. století v Anglii soukromými tisky bibliofilií a v celé Evropě byla dokonána, když bylo nově vyryto písmo Caslon pro časopis The Imprint. 20. století je eklektické; těží z renesance, baroka i klasicismu. Přelomovým obdobím bylo pro typografii nejprve zrušení ruční sazby a jejím nahrazení fototiskem.
Druhý a zásadní zlom v dějinách typografie nastal zavedením digitálního tisku koncem 20. století. Dosavadní typy krásného písma se zprvu drasticky redukovaly podle omezených možností výstupní techniky (tiskárny a monitory s nízkým rozlišením). S dalším technickým pokrokem se v posledních letech postupně vrací estetické normy typografie, ovšem nemají již masové měřítko tisku na papíře, nýbrž pronikají více do elektronických médií.

## Proslulí světoví typografové
- Nicolas Jenson (1420–1480) byl původem Francouz, tiskař v Benátkách. Edicí Ciceronových Epistolae ad Brutum (1470) obnovil antikvu do dnešní podoby.
- Claude Garamond (1499–1561) byl francouzský typograf. Jeho písma byla od roku 1531 do roku 1680 vzorem.
- William Caslon (1692–1766) byl anglický písmolijec. Svá písma vytvořil v 20. letech 18. století.
- John Baskerville (1706–1775) byl tiskař v Birminghamu.
- Giambattista Bodoni (1740–1813) byl italský typograf. Své slavné písmo vytvořil v roce 1790.
- Frederic William Goudy (1865–1947) byl americký tiskař. Jeho nejslavnějším písmem je Goudy Old Style.
- William Addison Dwiggins (1880–1956) byl žákem Goudyho. Vytvořil pro Linotype tato písma: Caledonia, Electra, Eldorado a Metro.
- (Arthur) Eric (Rowton) Gill (1882–1940) byl anglický tiskař. Nejslavnější je jeho Gill Sans Serif (1927).
- Stanley Morison (1889–1967) byl anglický tiskař Monotype Corporation. Autor písem Bembo, Bell a Times New Roman (1932).
- Jan Tschichold (1902–1974)
- Emil Ruder (1914–1970) byl švýcarský typograf.
- Hermann Zapf je autor písem Palatino a Optima.
- Matthew Carter (* 1937) je autorem písem Verdana, Georgia a Tahoma.
- Vincent Connare je autor písem Trebuchet a Comic Sans.
- Carol Twombly je známá především pro její fonty v rámci Adobe Originals

## Významní čeští typografové

### Zakladatelé v období humanismu
- Jiří Melantrich z Aventina – zakladatel české humanistické typografie, vydavatel ilustrované české bible
- Georgius Nigrinus, též Jiří Černý z Černého mostu
- Daniel Adam z Veleslavína – vydavatel knih a prvních českých kalendářů

### Národní obrozenci
- Josef Mánes – autor iniciál a ilustrací k Rukopisu zelenohorskému a Rukopisu královédvorskému
- Mikoláš Aleš
- Adolf Kašpar

### Česká moderna
- František Kobliha
- Vojtěch Preissig (1873–1944) se proslavil zejména písmem Preissigova antikva, z dalších realizací stojí za zmínku plakátové písmo použité na plakátové kampani za svobodu Československa a také písmo Butterick.
- Josef Váchal – navrhl, vyřezal, vysázel a vytiskl písmo a ilustrace svých knih, nejvýznamnější je Šumava umírající a romantická.
- Oldřich Menhart (1897–1962) je autorem řady písem, u nichž se projevuje jeho zájem o kaligrafii: Menhartova antikva, Menhartova romana, Figural, Victory, Manuscript, Česká unciála, Monument, Parlament, Standard, Triga aj.

### Typografové 1. poloviny 20. století
Z nich se zejména profilovala generace zakladatelů tisků z období po vyhlášení samostatnosti Československa:
- František Kysela (1881–1941) – je autorem mnoha grafických úprav knih a české antikvy, která se nedočkala realizace
- Vratislav Hugo Brunner (1886–1928) – roku 1915 nakreslil českou antikvu, která nebyla nikdy odlita
- Jaroslav Benda (1882–1970) – je autorem plakátového písma Romana, Italika a mnoha bibliofilských tisků
- Slavoboj Tusar (1883–1950) – je autorem plakátového písma Tusar.
- Karel Dyrynk – autor písma Malostranská kurzíva
- František Muzika (1900–1974) je autorem řady písem, odvozených především z renesanční antikvy, sestavil objemnou dvoudílnou knihu Krásné písmo.
- Cyril Bouda
- Karel Svolinský – autor písma Máj z roku 1924
- Josef Týfa (1913–2007) – nakreslil písma Týfova antikva (1959–60), Amos, Juvenis a Academia, podílel se na vzniku písma Kolektiv.

### Typografové od roku 1950
- Jiří Blažek (1923–2017) navrhl písma Cancellaresca Blanca (1960) a Old style Delineavit (1962)
- Milan Hegar (1921–1987) je autorem řady knižních písem
- Jiří Rathouský – vtiskl podobu písmu a grafice staveb pražského metra.
- Oldřich Hlavsa – autor dvou svazků přehledu české typografie, vydaného ve spolupráci s Karlem Wickem, a to: Typographia 1, SNTL Praha 1976; Typographia 2, SNTL Praha 1981.
- Jan Solpera (* 1939) navrhl písma Insignia (nově Solpera) a Areplos.
- Clara Istlerová (* 1942) navrhla své písmo
- Martin Dyrynk (1941–2019)

### Současní typografové
- František Štorm (* 1966) je první český písmař digitální éry. Ve své písmolijně vydává transkripce písem českých i světových typografů a také vlastní abecedy, mj. Baskerville, Walbaum, Anselm, Serapion, Sebastian, Andulka, Teuton, Metron, Týfa atd.
- Tomáš Brousil (* 1975) je typograf nové generace, autor písem Botanika, Dederon, Gloriola, Bistro Script aj. Mimo jiné je také autorem korporátních písem Novatica, Seznam Text, Seznam Script a mnoha dalších.
- Radana Lencová (1975–2023) – autorka písma Comenia Script.

## Písmolijny
- American Type Foundry (ATF)
- Bitstream Inc.
- Grafotechna n. p.[1]
- Hoefler & Frere-Jones
- International Typeface Corporation (ITC)
- Linotype Company – na Linotype měla patent z roku 1884.
- Monotype Corporation – na Monotype měla patent z roku 1887.
- Storm Type Foundry
- Suitcase Type Foundry
- Type Together
- Typejockeys
- URW++ Design & Development

## Písmomalířství
Písmomalířství je řemeslo, které se zabývá malbou nápisů různým písmem na různé materiály. Písmomalíři jsou tedy řemeslníci, kteří velmi často ve své praxi realizují poznatky získané nejen z malířství a natěračství, ale také z oboru typografie. Písmomalířství je patrně na ústupu, neboť mnoho nápisů se v současnosti vytváří jiným způsobem (např. lepí se ve formě samolepicích prvků vytvářených počítačem apod.).